# Allium clathratum
Allium clathratum är en amaryllisväxtart som beskrevs av Carl Friedrich von Ledebour. Allium clathratum ingår i släktet lökar, och familjen amaryllisväxter. Inga underarter finns listade i Catalogue of Life.